# Агано (лек крайцер, 1941)
Агано (на японски: 阿賀野) е лек крайцер на Императорските ВМС на Япония, главен кораб на едноименния проект крайцери. Името си носи в чест на реката Агано течаща в префектурите Фукушима и Ниигата в Япония.

## Описание на проекта
Леките крайцери тип „Агано“ са проектирани като бързи леко въоръжени командни кораби за съединенията разрушители или подводници, и са предназначени да заменят леките крайцери от предходните типове, проектирани скоро след края на Първата световна война.

## История на службата
Построен в Морския арсенал на Сасебо, Агано е завършен към 31 октомври 1942 г. и първоначално е приписан към 10-та ескадра разрушители на японския 3-ти флот. На 16 декември 1942 г. Агано участва в своята първа бойна операция, заедно със самолетоносача Дзюнъ йо и други кораби осъществява ескортиране на конвой с войски за Вевек и Маданг на Нова Гвинея.
Агано впоследствие участва в евакуацията на японските войски от Гуадалканал, след което корабът преминава неголяма модернизация и ремонт, за да влезе в състава на мощното съединение кораби, събирано за контраатаката на американските войски, десантирали на остров Атту от архипелага Алеутски острови. Но към този момент японските войски са разбити, и американците завършват превземането на острова, за това операцията е отменена.
През юни 1943 г. Агано е изпратен в Морския арсенал на Куре за модернизация, по време на която е поставен надводен радар тип 21 и десет 25 mm зенитни автомата на две сдвоени и две трицевни установки в допълнение към двете трицевни, увеличавайки общия им брой до шестнадесет. След преминаване на ремонта и сух док Агано е изпратен към Трук в архипелага Каролински острови с голямо съединение японски кораби. Независимо от това, че корабът нееднократно е откриван от американски подводници и атаката над самолетоносача Дзуйхо, Агано без повреди достига до Трук, откъдето превозва войски в Рабаул.
Агано влиза в състава на съединението, което трябва да прихване американските сили при Ениветок през септември 1943 г., но те не са открити. Следващия опит за прихващане на американските войски, през октомври, също завършва неуспешно. Въпреки това, на 2 ноември 1943 г., в рамките на поддръжката от флота на отбраната на Рабаул Агано участва в голямото сражение (Битка в залива Императрица Августа) против американско съединение кораби, в което са загубени крайцерът Сендай и разрушителят Хацукадзе. След три дни, след завръщането в Рабаул, Агано едва не е потопен в резултат на авионалета на авиогрупите на американските самолетоносачи Саратога (USS Saratoga (CV-3)) и Принстън (USS Princeton (CVL-23)), но получава само леки повреди, загива един член на екипажа. Флота излиза в морето за прихващане на американските кораби, но операцията е отменена и корабите се връщат в Рабаул на 7 ноември 1943 г.
В залива на Рабаул торпедо, хвърлено от американски торпедоносец Grumman TBF Avenger, по време на нападението уцелва Агано в района на кърмата, причинявайки тежки повреди и ранявайки контраадмирал Морикадзу Осуги. На следващия ден заедно с три други кораба Агано се насочва за Трук, но по пътя е торпилиран от американската подводница Скамп (USS Scamp (SS-277)). Подводницата Албакор (USS Albacore (SS-218)) също опитва да предприеме атака, но е спряна с хвърляне на дълбочинни бомби. Агано е взет на буксир от кораб на същия тип, Ноширо и връща в Трук на 16 ноември 1943 г.
След три месеца спешен ремонт Агано вече може да използва два от четирите си винта и е отплава от Трук вечерта на 15 февруари 1944 г. за Япония за провеждане на основен ремонт. Корабът е ескортиран от разрушителя Оиче. Изминавайки само едва 160 мили на север от Трук, в 16:50 на 16 февруари, крайцерът получава попадение от две торпеда от подводницата Скейт, които нанасят критични повреди. От екипажа, 726 души, само 523 са спасени от Оиче, и в 05:17 на следващия ден Агано потъва в точката с координати 10°11′ с. ш. 151°42′ и. д. / 10.183333° с. ш. 151.7° и. д..
При завръщането му на Трук Оиче, на 18 февруари, е потопен от торпедоносци „Авенджър“ по време на Операция Хейлстоун, в резултат на което се спасяват само двадесет души от екипажа на разрушителя. Целият екипаж на Агано загива, издирваният са безуспешни.
Агано е изключен от списъците на флота на 31 март 1944 г.

## Командири на кораба
- 15.2.1942 – 5.8.1943 капитан 1-ви ранг (тайса) Ко Накагава(на японски: 中川浩);
- 5.8.1943 – 17 ноември 1943 капитан 1-ви ранг (тайса) Хироши Мацубара (на японски: 松原博);
- 17 ноември 1943 – 17.2.1944 капитан 1-ви ранг (тайса) Такамото Мацуда (на японски: 松田尊睦).